# Strumigenys zemi
Strumigenys zemi (лат.) — вид мелких земляных муравьёв из подсемейства Myrmicinae. Видовой эпитет уходит корнями в местные легенды. В теологии карибских племён таино, которые занимали доколумбовскую Эспаньолу, «земами» (“zemi”) были духи предков, обычно размещаемые в скульптурных предметах. По словам испанского монаха Рамона Панэ (этнографа Христофора Колумба), скульптурные земы  устанавливались (были похоронены) в маниоковых садах таино, чтобы помочь плодородию почвы. Часто они имели форму равнобедренного треугольника, чем-то напоминающего голову S. zemi в анфас.

## Распространение
Северная Америка: Доминиканская Республика.

## Описание
Мелкие скрытные муравьи (длина около 2 мм). Голова с затылочной выемкой. Проподеум с короткими зубцами. Жвалы с 7 зубцами: четыре вершинных (апикальная вилка) и три на жевательном крае. Длина головы HL 0,39—0,45 мм, ширина головы HW 0,33—0,40 мм, мандибулярный индекс MI 28—33. Усики 6-члениковые. Основная окраска темно-коричневая. Мандибулы треугольные. Глаза расположены внутри усиковых желобков-бороздок, вентро-латеральные. Нижнечелюстные щупики 1-члениковые, нижнегубные щупики состоят из 1 сегмента (формула 1,1). Стебелёк между грудкой и брюшком состоит из двух члеников: петиолюса и постпетиолюса (последний четко отделен от брюшка). Петиоль и постпетиоль с губчатой тканью вокруг них. Жало развито, куколки голые (без кокона). Специализированные охотники на коллембол. Включён в видовую группу S. nitens-group (триба Dacetini). Вид был впервые описан в 2019 году.